# スプリングカメラ

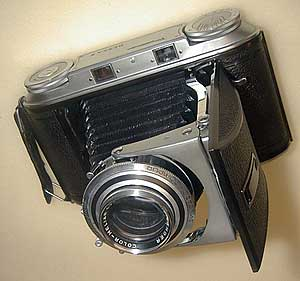
ベッサII

スプリングカメラ (spring camera) は、レンズをカメラボディに収納することにより収納時の容積を減らすことができるフォールディングカメラの一種。収納状態から撮影準備状態に立ち上がらせる時、ボタンを押すとばねの力でレンズを押し出し自動的に所定の位置に固定されるものをいう。
和製英語という説もあるが、1932年のローデンストックやバルダのカタログにドイツ語として「Spring-Kamera」が使用されている。

## 盛衰
最初の製品として知られるのはヒュッティヒが1908年に発売したアトムである。ロールフィルムカメラとしてはコダックが1922年以降一連のポケット・コダックに採用したのが最初と言われている。その後ツァイス・イコンが1929年に発売したイコンタはそれまでの製品と比較してコンパクトでスマートだったためベストセラーとなり、またドイツコダックが1934年に発売したレチナもヒットしたことで一般的な形式の一つとなった。
距離計連動のスーパーイコンタとスーパーセミイコンタが1934年に発売、セレン露出計を組み込んだスーパーシックスが1936年に発売、世界最初のAE露出カメラスーパーコダック620が1938年頃に発売されるなどある程度の自動化も進んだ。構造が簡単なためカメラ自体の価格が安く、6×4.5 cm判以上であればコンタクトプリントでも辛うじて鑑賞に耐えるということもあり、それまでに主流であった写真乾板を使用するハンドカメラに取って代わり1930年代から1950年代にかけて二眼レフカメラと並んで一般向けのカメラとしてもっとも人気の高いカメラとなった。
しかし早い時期から開発者の頭を悩ませたのは、折りたたみ時にシャッター付きレンズが大きく移動するため、ボディーとの連動が難しいことである。最初に問題になったのはボディーにシャッターボタンを設置することであった。またレンズ位置の誤差が大きいため距離計連動も難しく、多くのスプリングカメラは距離計なし、もしくは非連動距離計を内蔵するだけで終わった。この点ツァイス・イコンのスーパーイコンタは旋回するプリズムによって前玉回転式とは言え機械的連動なしで距離計連動を実現し、マミヤ光機（現マミヤ・オーピー）のマミヤシックスではフィルム面を移動することで距離計連動を実現している。しかし電気露出計が普及するなど自動化の波が押し寄せる中で連動に難があるのは致命的であり、また「前蓋を開く際の減圧によりフィルム面が不安定となりピントが良くない」「レンズ交換に対応できない」「光学技術の発達でレンズが明るく大きく重いものになる中、折畳式は精度や強度に不安が残り、またレンズをボディーに収納するスペースがない」などの理由から1950年頃以降ライカ判レンジファインダーカメラ、さらには一眼レフカメラにその地位を奪われていった。近代スプリングカメラの元祖イコンタシリーズはスーパーイコンタV型を最後に1960年頃製造中止され、日本製スプリングカメラの元祖パールシリーズは1958年に発売されたパールIV型が最後となった。
なおスプリングカメラや二眼レフカメラの全盛期にはレンズ、シャッター、カメラボディなどの部品を買い揃えて組み立てるだけの家内制手工業的なメーカーが成り立っていたが、カメラ内部で高度な連動を求められるレンジファインダーカメラ、全体の寸法が小さく相対的に高精度な加工が要求されるライカ判カメラの製造は困難であり、多くのメーカーが市場から消えた。
しかし畳めば非常に小型軽量になり、収納状態では相当圧力や衝撃に強いことから1986年時点でも川口邦雄がパールIVを、白簱史朗がスーパーイコンタIを現役機材として使用しているなど一部の山岳写真家から支持を受け、また1983年フジカGS645プロフェッショナル、2009年フジGF670フォールディングと断続的に新製品が発売されている、

## 日本製スプリングカメラ
小西六本店（コニカを経て現コニカミノルタ）が1933年に発売したパールが最初であり、軍需インフレの波に乗りスプリングカメラブームを形成した。当初の日本製スプリングカメラの特質として、ウェルタペルレをコピーしたセミファースト、バルダックスをコピーしたセミビクターなど少数の例外を除きセミイコンタコピー一辺倒であった。
連動距離計を装備したものとしてはモルタ合資会社（ミノルタを経て現コニカミノルタ）のオートセミミノルタ、プラウドのスーパーセミプラウド、マミヤのマミヤシックスシリーズなどがある。

## フォーマット

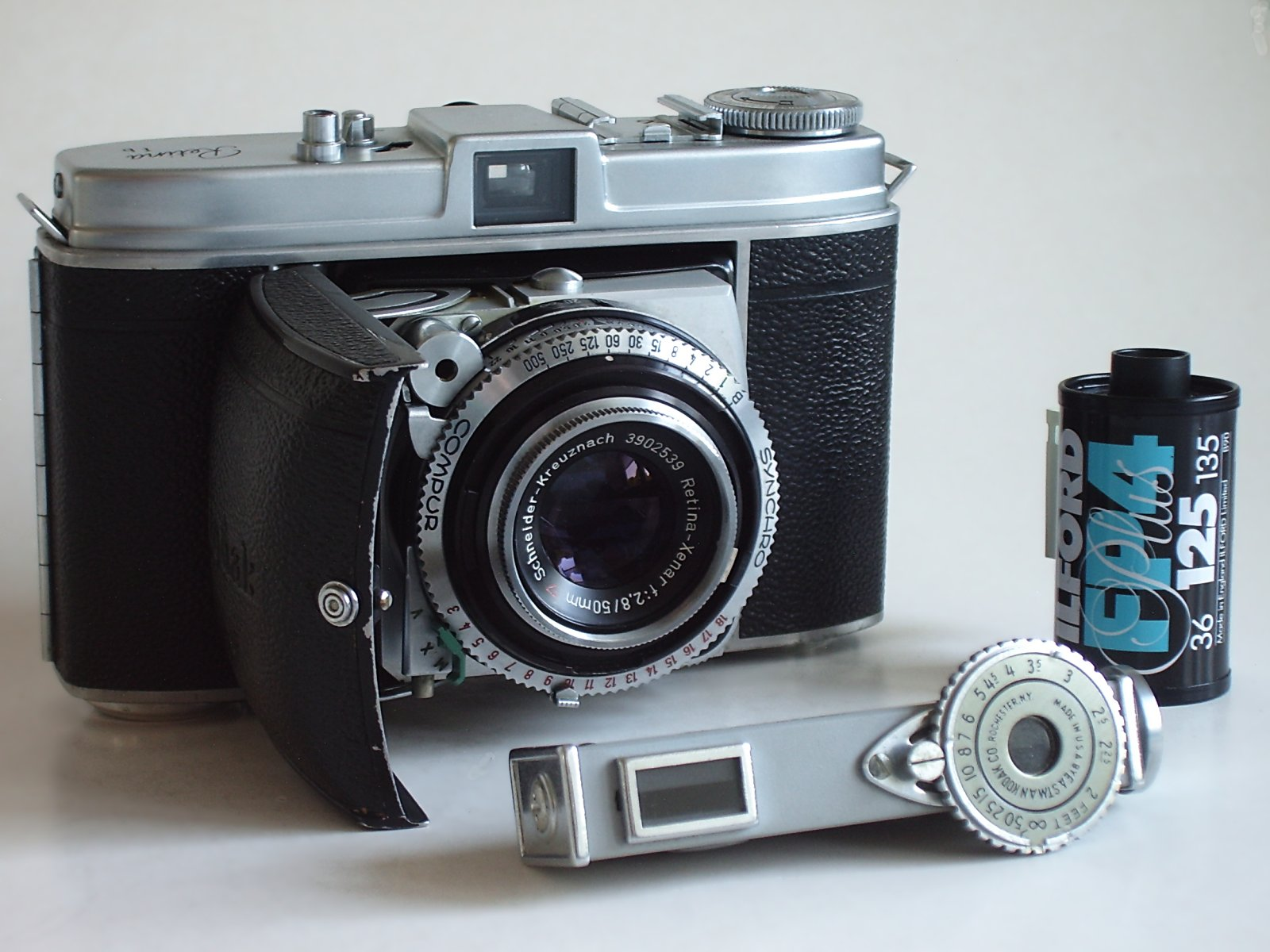
レチナIb

フォーマットは各種ある。ツァイス・イコンのイコンタシリーズ（6.5×10.5 cm判、6×4.5 cm判、6×6 cm判、6×9 cm判、4×3 cm判、24×36 mm判）やスーパーネッテル（24×36 mm判）やコンテッサ（24×36 mm判）、フォクトレンダーのベッサシリーズ（6×6 cm判、6×9 cm判）、ドイツコダックのレチナシリーズ（24×36 mm判）、フォクトレンダーのビトーII（24×36 mm判）、小西六本店のパールシリーズ（6×4.5 cm判、4×3 cm判）、マミヤのマミヤシックスシリーズ（6×6 cm判）などが代表的な存在として挙げられる。日本では6×4.5 cm判以と6×6 cm判のカメラが主流であった。

## 使用における注意点
ボディーにある前蓋を開く際、前蓋ロック解除ボタンをボタンを押す時に前蓋を下に向けているとレンズやシャッターが勢いよく飛び出して支持金具を傷めたり、蛇腹の急激な伸張で空気の強い流れが起きてフィルムの平面性が悪くなるなどの弊害が出るので、前蓋を手で支えて静かに所定の位置まで開かせる必要がある。